# Alexandre Antoine Lambert
Pour les articles homonymes, voir Lambert.
Alexandre-Antoine Lambert est un architecte français né à Marsac-sur-l'Isle le 23 janvier 1836, et mort en 1919.

## Biographie
Alexandre-Antoine Lambert est le fils et le petit-fils d'architectes périgourdins. Il a été élève de l'école des beaux-arts de Paris.
Il a été inspecteur des travaux exécutés par Paul Abadie à Bordeaux entre 1860 et 1866 pour l'église Sainte-Croix, la tour Saint-Michel, l'église Saint-Ferdinand, l'église Sainte-Marie de La Bastide et les sacristies de la cathédrale Saint-André.
Après la mort d'Émile Vauthier, il est nommé inspecteur des édifices diocésains de Périgueux le 27 août 1866. Il a suivi les travaux de Paul Abadie à la cathédrale Saint-Front et à l'église Saint-Georges. Il l'est resté jusqu'en 1892. Il a aussi suivi les travaux de restauration de l'abbatiale Saint-Pierre de Brantôme réalisés par Paul Abadie.
À Périgueux, il a gagné le concours pour la reconstruction de l'église Saint-Martin et la construction du temple maçonnique. Il a fourni les plans de la fontaine Plumancy. Il a construit l'entrée du nouveau cimetière
Le 30 mars 1882, Paul Abadie écrit à Charles Dumay, chef de bureau à l'administration des cultes depuis 1880 avant de devenir le directeur général des cultes de 1887 à 1906, pour demander une augmentation des appointements de Lambert qui n'avaient pas été augmentées depuis 1866.
Il a rédigé des notices pour les travaux d'Aymar Pierre Verdier, Adolphe Lance et Eugène Viollet-le-Duc et sur les monuments historiques au préfet de la Dordogne.

## Bâtiments construits
- En Gironde :
  - église Saint-Romain de Budos et le presbytère,
  - église Saint-Pierre-ès-Liens de Sauternes,
  - église Saint-Pierre-ès-Liens du Haut-Langoiran.
- en Dordogne :
  - église Saint-Martin de Périgueux,
  - église Saint-Jean-Saint-Charles de Périgueux,
  - temple maçonnique de Périgueux,
  - bâtiments et l'entrée du nouveau cimetière de Périgueux,
  - collège Saint-Joseph de Périgueux,
  - école primaire supérieure de Belvès,
  - refuge et l'église de Sainte-Alvère,
  - chapelle funéraire du général Dauner à Périgueux,
  - hospice de Brantôme,
  - restauration du château du Lieu-Dieu,
  - restauration du château de Monsec.